# Inta
Inta (russisch Инта) ist eine Stadt in der nordwestrussischen Republik Komi mit 32.080 Einwohnern (Stand 14. Oktober 2010).

## Geografie
Die Stadt liegt im Vorland des Polarurals etwa 600 km nordöstlich der Republikhauptstadt Syktywkar an der Bolschaja Inta, einem rechten Nebenfluss des Kossju im Flusssystem der Petschora.
Inta ist der Republik administrativ direkt unterstellt. Zur Stadt gehört ein insgesamt 30.100 km² großes, größtenteils dünn besiedeltes Territorium.
Die Stadt liegt etwa 10 km westlich der Petschora-Eisenbahn Konoscha–Kotlas–Workuta (Station Inta-1, Streckenkilometer 1999 ab Moskau, bei der Siedlung städtischen Typs Werchnjaja Inta). Eine Zweigstrecke zur Stadt (Station Inta-2) dient nur dem Güterverkehr.

## Geschichte
Inta entstand 1940 als Basis und Wohnsiedlung einer geologischen Expedition zur Erkundung von Steinkohlelagerstätten und Projektierung von Bergwerken. Der Name ist vom nenzischen Wort für wasserreicher Ort abgeleitet. 1954 erhielt der Ort, der auch bei der Kohleförderung immer im Schatten des nördlicheren Workuta stand, Stadtrecht.
Zwischen 1948 und 1957 befand sich in der Nähe der Gemeinde das Gulag-Sonderlager Nr. 1, MinLag.

### Bevölkerungsentwicklung
| Jahr | Einwohner |
| ---- | --------- |
| 1959 | 45.136    |
| 1970 | 50.178    |
| 1979 | 50.862    |
| 1989 | 60.220    |
| 2002 | 41.217    |
| 2010 | 32.080    |

Anmerkung: Volkszählungsdaten

## Kultur und Sehenswürdigkeiten
In Inta gibt es ein Heimatmuseum, im zur Stadt gehörenden Dorf Petrun ein Historisch-ethnografisches Museum.

## Wirtschaft
Stadtbildbestimmend ist der Steinkohlenbergbau. Die Wirtschaftskrise nach dem Zerfall der Sowjetunion und der späten 1990er Jahre hat jedoch nur einer (Intinskaja des Unternehmens Intaugol) der zuvor sechs Kohleschächte überstanden, was auch den bedeutenden Einwohnerrückgang der Stadt erklärt. Daneben existieren Unternehmen der Bau- und Holzwirtschaft.

## Bauwerke
In der Nähe von Inta, bei der Siedlung Werchnjaja Inta, befindet sich eine der größten Sendeanlagen des Funknavigationssystems Tschaika (CHAYKA). Der Mast der Anlage ist mit 460 Metern Höhe das zweithöchste Bauwerk Europas nach dem Fernsehturm Ostankino in Moskau.

## Söhne und Töchter der Stadt
- Aleksandras Abišala (* 1955), litauischer Unternehmer und Politiker
- Wiktor Schluktow (* 1954), russischer Eishockeyspieler
- Andrei Wjatscheslawowitsch Lopatow (1957–2022), sowjetischer Basketballspieler
- Wjatscheslaw Michailowitsch Gaiser (* 1966), Ingenieur und Politiker, Gouverneur der Republik Komi
- Uladsimir Zyplakou (1969–2019), russisch-belarussischer Eishockeyspieler

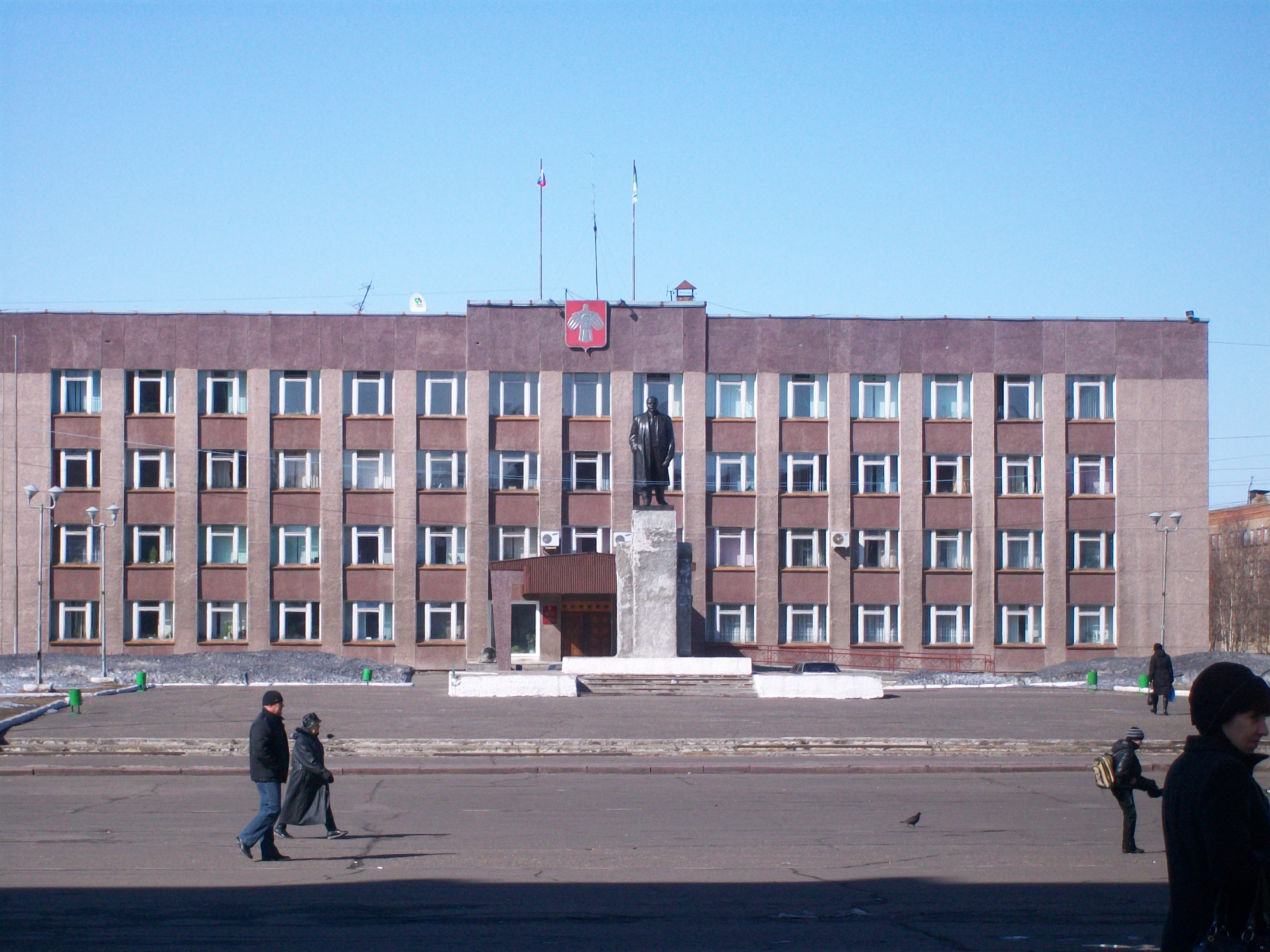
Lenin-Platz
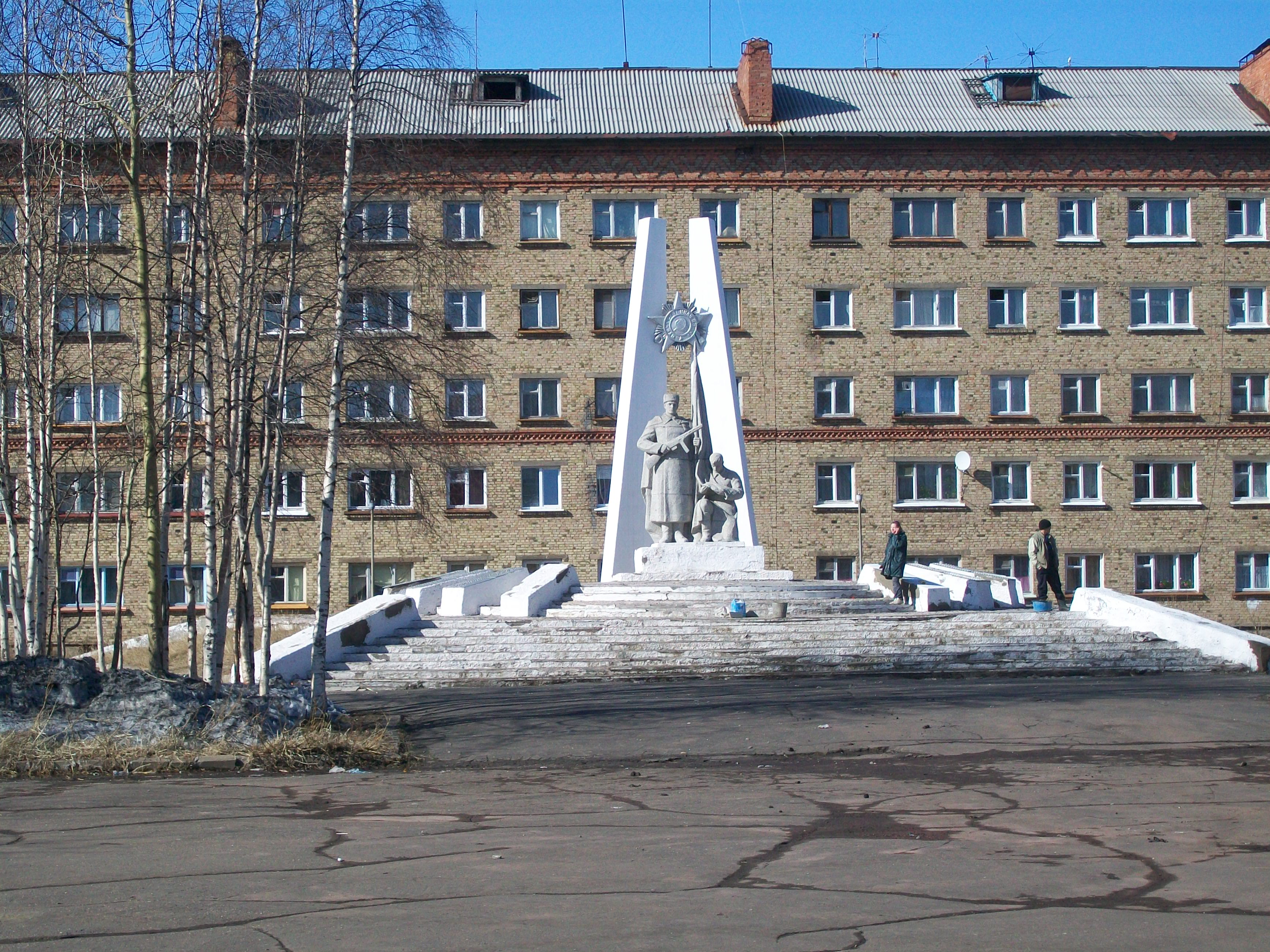
Komsomolskaja-Platz
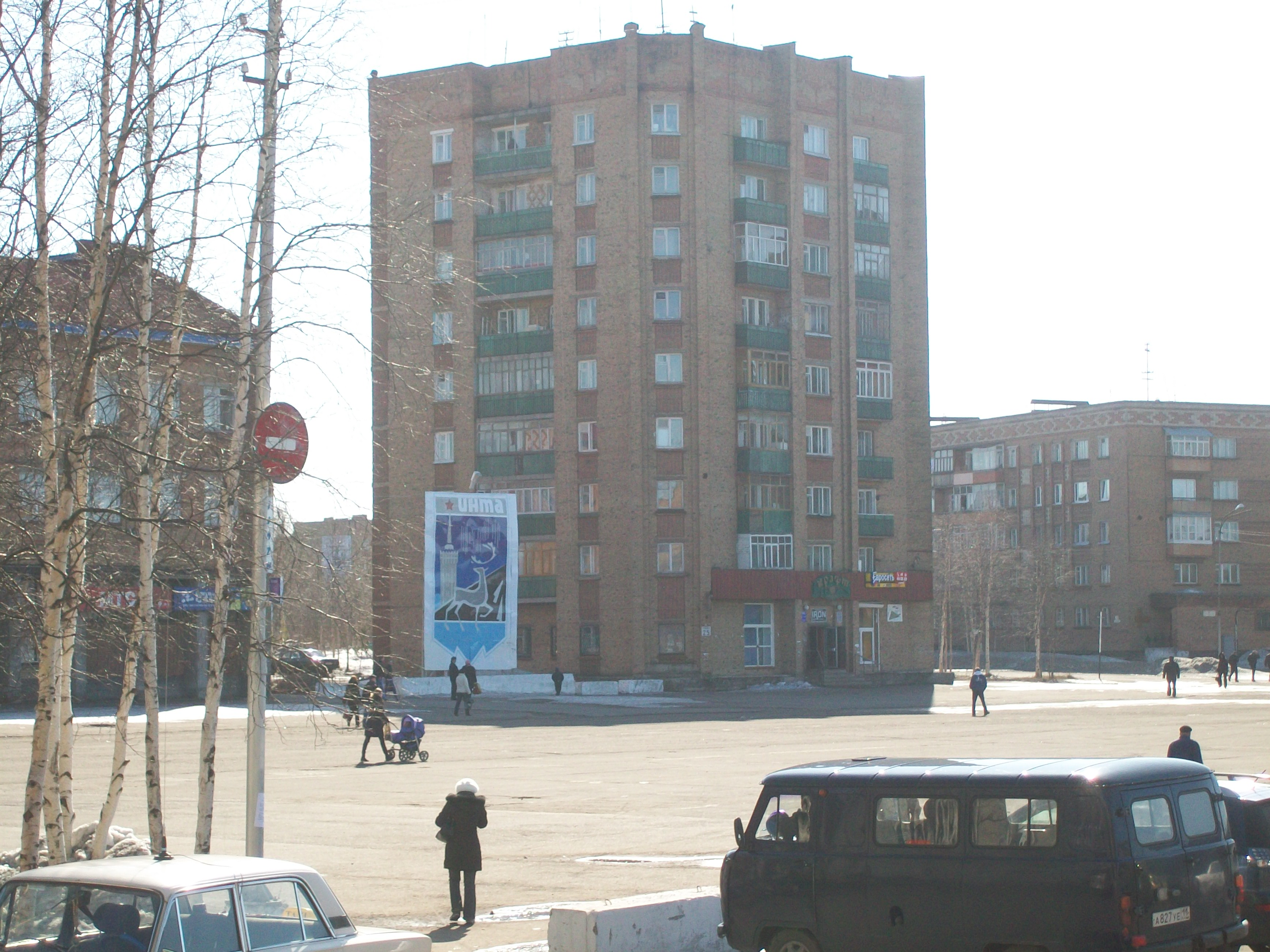
Haus in Inta